# René Bergès-Cau
Pas d'image ? Cliquez ici

a Compétitions nationales et continentales officielles uniquement.

b Matchs officiels uniquement.
René Bergès-Cau (né le 28 février 1949 à Encausse-les-Thermes (Haute-Garonne) et mort le 22 mai 1983 à Tarbes) est un joueur français de rugby à XV.

## Biographie
René Bergès-Cau a joué avec l'équipe de France, le Stadoceste tarbais, le FC Lourdes et le FC Oloron, évoluant au poste d’arrière.
Il a disputé un match international, le 20 mars 1976, contre l'équipe d'Angleterre.

## Statistiques en équipe nationale
- Sélection en équipe nationale : 1
- Tournoi des Cinq Nations disputé : 1976

## Palmarès
Avec le Stadoceste tarbais
- Championnat de France junior Crabos :
  - Champion (1) : 1968

Avec le FC Lourdes
- Challenge Yves du Manoir :
  - Finaliste (1) : 1977